# Yosihiko Sinoto
Yosihiko H. Sinoto est un anthropologue américain d’origine japonaise, né le 3 septembre 1924 à Tokyo (Japon) et mort le 4 octobre 2017 à Hawaï (États-Unis).
Chercheur au Muséum Bishop à Hawaï, il est célèbre pour ses expéditions anthropologiques dans le Pacifique, notamment à Hawaï et en Polynésie française.

## Biographie
En 1954, Yosihiko Sinoto, alors étudiant en archéologie, se rend aux États-Unis avec le projet d’étudier à l'université de Californie à Berkeley. En chemin, il s’arrête à Hawaï pour visiter des fouilles archéologiques à South Point, sur l’île de Hawaï. Ces fouilles sont menées par Kenneth Emory, anthropologue passionné par la culture polynésienne, qui le convainc de se joindre à lui et d’étudier à l’université d’Hawaï. Yosohiko Sinoto s’installe alors à Honolulu, partageant son temps entre l’université et le Muséum Bishop. Sa femme Kazuko et son fils Aki le rejoignent en 1957, et il obtient son diplôme en 1958.
En 1960, il accompagne Kenneth Emory à Tahiti. Après cette expédition de six mois, il retourne brièvement au Japon pour y obtenir son doctorat à l’université de Hokkaido en 1962. La même année, il retourne en Polynésie française et y effectue des fouilles sur l’île de Maupiti. Ses découvertes permettent d’établir des liens avec la culture des Maoris de Nouvelle-Zélande.
Yosihiko Sinoto dédie ensuite la majeure partie de sa vie à étudier les vestiges de la culture pré-européenne en Polynésie française, et effectue de nombreux séjours dans les archipels polynésiens notamment et plus particulièrement sur l’île de Huahine. En 1972, le gouvernement polynésien lui demande sa contribution pour restaurer et préserver le village préhistorique de Maeva, ainsi que les vestiges du marae. En 1977, il découvre un nouveau site archéologique sur l’île de Huahine, et met au jour la plus vieille colonie de peuplement connue des îles de la Société, ainsi que les restes d’une pirogue de haute mer.
Ses expéditions ultérieures l’ont mené dans d’autres îles des archipels de la Société, des Marquises et des Tuamotu, où il a étudié les colonies et les schémas de peuplement, les artéfacts, ainsi que les liens culturels polynésiens.
De 1970 à 1989, il est directeur du département d’anthropologie du Bishop Museum. À partir de 1994, il continue à travailler pour le Bishop Museum à mi-temps.
Le 13 juin 2000, le professeur Sinoto a été nommé Chevalier de l’ordre de Tahiti Nui

## Hommages

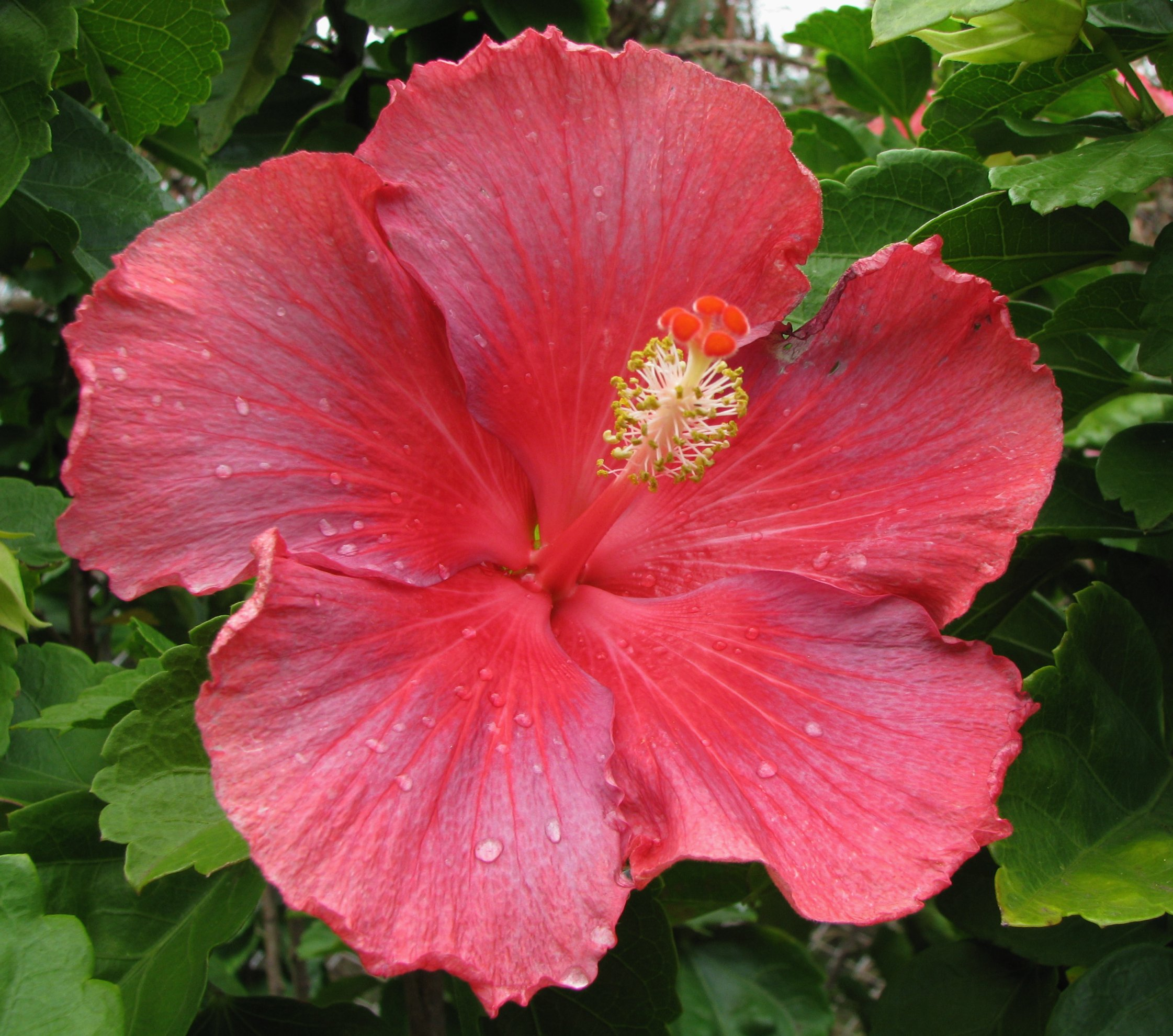
L'hibiscus hybride Hibiscus Sir Yosihiko Sinoto.

En 1987, le lori de Sinoto (Vini sinotoi), un oiseau de la famille psittacidae, aujourd'hui disparu, a été nommé en son honneur.
L'hibiscus hybride Sir Yosihiko Sinoto porte également son nom.
L'artiste polynésien Bobby Holcomb a écrit et chanté en son hommage Taote Sinoto.

## Travaux
- Les schémas de peuplement polynésien.
- La restauration et la préservation des marae de Huahine.

## Publications
- 2001 « Questions de restauration : le cas des marae des îles de la Société », Bulletin de la Société des Études Océaniennes, n° 289/290/291,
- 1996 (en) « Tracing Human Movement in East Polynesia: A Discussion of selected diagnostic artifact types », dans Mémoire de Pierre, Mémoire d’Homme, tradition et archéologie en Océanie, Publications de la Sorbonne, Paris
- 1984 (en) Caroline Islands Archaeology: Investigations on Fefan, Faraulep, Woleai. and Lamotrek', éd. Pacific Anthropological Records, n° 35, Dept. of Anthropology, B.P. Bishop Museum.
- 1979 (en) « The Marquesas », dans The Prehistory of Polynesia, J.D. Jennings (dir). Boston, Harvard Univ. Press
- 1964 (en) Eastern Polynesian Burials at Maupiti (avec Kenneth Emory). Journal of the Polynesian Society, vol. 73, n° 2.
- 1959 (en) Hawaiian Archaeology: Fishhooks (avec Kenneth Emory et W.J. Bonk). Bishop Museum Special Publication 47.